# Eduard Sibiriakow
Eduard Fiodorowicz Sibiriakow (ros. Эдуард Фёдорович Сибиряков, ur. 27 listopada 1941 w Czelabińsk, zm. 14 stycznia 2004 w Moskwie) – radziecki siatkarz. Dwukrotny medalista olimpijski.
W reprezentacji Związku Radzieckiego grał w latach 1962–1969. Oprócz dwóch medali igrzysk olimpijskich – złota zarówno w 1964, jak i w 1968 – sięgnął po złoto mistrzostw świata (1962) i zostawał mistrzem Europy (1967; brąz w 1963). W rozgrywkach krajowych grał w zespole z Odessy, a następnie w CSKA. W barwach moskiewskiego klubu trzy razy był mistrzem Związku Radzieckiego (1966, 1970, 1971).
W 1972 roku ukończył Akademię Wojskową im. Gagarina. Służył w lotnictwie.